# Garthambrus
Garthambrus is een geslacht van kreeftachtigen uit de klasse van de Malacostraca (hogere kreeftachtigen).

## Soorten
- Garthambrus allisoni (Garth, 1993)
- Garthambrus cidaris (Garth & Davie, 1995)
- Garthambrus complanatus (Rathbun, 1906)
- Garthambrus darthvaderi McLay & S. H. Tan, 2009
- Garthambrus lacunosus (Rathbun, 1906)
- Garthambrus mironovi (Zarenkov, 1990)
- Garthambrus posidon Ng, 1996
- Garthambrus poupini (Garth, 1993)
- Garthambrus pteromerus (Ortmann, 1893)
- Garthambrus stellatus (Rathbun, 1906)
- Garthambrus tani Ahyong, 2008
- Garthambrus undulatus McLay & S. H. Tan, 2009